# Década de 2040
Conforme padronização da norma internacional para representação de data e hora da Organização Internacional de Padronização (ISO), a década de 2040, também referida como anos 2040, década de 40 ou ainda anos 40, compreende o período de tempo entre 1 de janeiro de 2040 e 31 de dezembro de 2049.

## Eventos esperados e previstos
- Possível missão tripulada pela NASA à lua de Júpiter, Calisto.[3]

### 2042
- De acordo com o Departamento do Censo dos Estados Unidos, os residentes dos Estados Unidos que se identificam como hispânicos ou latinos, afro-americanos, asiáticos, das ilhas do Pacífico e Povos nativos dos Estados Unidos serão em número coletivamente superior àqueles que se identificam como brancos de origem não hispânica.[4]

### 2045
- 6 de Agosto: Centenário da explosão da bomba atômica em Hiroshima.
- 12 de agosto: Um eclipse solar total ocorrerá nos Estados Unidos, produzindo um caminho da Califórnia para a Flórida. Espera-se que algumas partes da Flórida experimentem a totalidade por seis minutos, a mais longa da história dos Estados Unidos.
- 24 de Outubro: Centenário da Nações Unidas

- Raymond Kurzweil, em seu livro The Singularity Is Near, coloca o surgimento da singularidade tecnológica em 2045.

### 2047
- 01 de julho: O status administrativo especial de Hong Kong termina. De acordo com o Capítulo I, Artigo 5 da Lei Básica de Hong Kong, "o sistema socialista e as políticas não devem ser praticados na Região Administrativa Especial de Hong Kong, e o sistema capitalista e o modo de vida anterior permanecerão inalterados por 50 anos". A Lei Básica foi adotada em 1997; esses 50 anos chegam ao fim em 2047.

### 2049
- 20 de dezembro: O status administrativo especial de Macau termina, similarmente à situação de Hong Kong.

## Esporte
2040
- Jogos Olímpicos de Verão de 2040.

2042
- Jogos Olímpicos de Inverno de 2042.

- Copa do Mundo FIFA de 2042.

2043
- Copa do Mundo de Futebol Feminino de 2043.

2044
- Jogos Olímpicos de Verão de 2044.

2046
- Jogos Olímpicos de Inverno de 2046.

- Copa do Mundo FIFA de 2046.

2047
- Copa do Mundo de Futebol Feminino de 2047.

2048
- Jogos Olímpicos de Verão de 2048.